# Rafael Sanna
Rafael Sanna Morais de Assis, noto semplicemente come Rafael Sanna (Belo Horizonte, 1º aprile 1987), è un giocatore di calcio a 5 brasiliano.

## Carriera
Ala-pivot potente e dall'innato senso del gol, inizia nel Minas giocando sia nel campionato metropolitano di Belo Horizonte, sia nella Liga Futsal. Nella stagione 2009-10 viene acquistato dall'Acqua e Sapone, con cui vince immediatamente il campionato di Serie A2 ma esce sconfitto dalla finale di Coppa Italia di categoria. Il campionato successivo debutta in massima serie, realizzando la prima rete assoluta della squadra angolana in Serie A. Ceduto alla Brillante in Serie A2, negli anni successivi si impone come uno dei giocatori più prolifici della categoria, mettendo a segno 80 gol in due campionati e mezzo. Nel dicembre 2013 la Fuente Lucera vince la concorrenza e si assicura le prestazioni del pivot, che si lega alla società foggiana per i successivi tre anni. Al termine della stagione, impreziosita dalla vittoria della Coppa Italia di Serie A2, il giocatore si accorda con la Lazio, tornando a calcare i parquet della Serie A dopo tre anni di assenza. Scarsamente utilizzato dal tecnico Mannino che gli fa giocare solamente due spezzoni di gara nell'intero girone di andata, nel dicembre dello stesso anno fa ritorno in patria dove gioca con l'Olympico. L'estate seguente fa ritorno in Italia, accasandosi al Cosenza neopromosso in Serie A; tuttavia, la rinuncia della società bruzia dopo appena due partite di campionato, spinge presto il giocatore all'Orte in Serie B. Dal 2017 fa parte della Cybertel Aniene Calcio a 5, con la quale ha vinto il Campionato di Serie B e ora milita in Serie A. È attualmente il cannoniere della squadra capitolina, come lo è stato nella stagione di Serie B e A2. Indossa la maglia numero 29.

## Palmarès

### Competizioni nazionali
Campionato di Serie B: 1
Cybertel Aniene C5: 2017/18
- Campionato di Serie A2: 1

A&S: 2009-10
- Coppa Italia di Serie A2: 1

Fuente: 2013-14

### Individuale
- Capocannoniere della Serie A2: 1
  - 2016-17 (37 gol)

Capocannoniere della Serie B: 1
2016-17 (38 goal)